# Унікум (фільм)
«Унікум» (рос. «Уникум») — російський радянський художній фільм, знятий в 1983 році. Фантастична комедія за повістю Олександра Житинського «Снюсь».

## Зміст
У звичайного, здавалося б, чоловіка відкривається дивовижна здатність «транслювати» іншим людям ті сни, які він хоче. Спершу йому новий дар був тягарем, адже він не контролював його, створюючи, таким чином, клопоти оточуючим. Та потім він побудував на своїй здатності бізнес, передаючи замовні сни потрібним людям.

## Ролі
- Василь Бочкарьов — Костянтин Петрович Шапошников
- Євгенія Глушенко — Тетяна Шапошнікова
- Ольга Старостіна — Лена Шапошникова
- Тетяна Плотнікова — Яна
- Станіслав Садальський — Китаєв
- Галина Волчек — Емма Федорівна
- Інокентій Смоктуновський — Сан Санич
- Світлана Крючкова — Евеліна Романівна
- Михайло Козаков — гіпнотизер Йосип Тімурович Петров
- Євген Леонов — директор
- Юрій Богатирьов — Павло Єгорович
- Василь Корзун — Іван Митрофанович
- Ніна Русланова — голова худради
- Баадур Цуладзе — Автанділ Шалвович Цуладзе
- Борислав Брондуков — Петро Хомич
- Алла Мещерякова — співробітниця НДІ Попкова
- Зінаїда Шарко — мати Павлика
- Катерина Дурова — співробітниця НДІ
- Ольга Іванова — співробітниця НДІ
- Сергій Лосєв — Едик
- Ольга Волкова — член худради
- Вікторія Горшеніна — член худради
- Марина Юрасова — член худради

## Знімальна група
- Режисер-постановник: Віталій Мельников
- Автори сценарію: Олександр Житинський, Віталій Мельников (участь).
- Оператор-постановник: Костянтин Рижов
- Художник-постановник: Берта Маневич
- Композитор: Віктор Кисін
- Звукорежисер: Ася Звєрєва